# 朝から おとらじ!
朝から おとらじ!（あさから おとらじ!）は2018年10月1日から2024年9月27日まで、青森放送（RAB）で放送されたラジオ番組。

## 概要
- 「70歳以上限定!?」をキャッチコピーとし、高齢者をターゲットにした内容としていた。

## 内容
- お口の体操（番組最初のコーナー）
- リスナーからのハガキ・メールの紹介

## パーソナリティ
- 大友寿郎（番組内では「GGおおとも」と紹介。元青森放送アナウンサー、現フリー。）
- 秋山博子（ディレクター兼務のため、番組内では「Dあきやま」と紹介。元青森放送アナウンサー、現営業局次長・CM部長。）

## 放送時間
- 月 - 金曜日 5:00 - 5:30

## テーマ曲
- チャンスの前髪
  - 番組冒頭では、インストゥルメントバージョンが流れるが、番組最終回のエンディングでは、竹内まりや・原由子の歌詞入りバージョンが流れた。